# Mysterious Girl
Mysterious Girl est un single tiré de l'album Natural (en) du chanteur britannique Peter Andre, sorti en 1996.
Réédité en 2004, le single s'écoulera à 300 000 exemplaires.

## Clip
Le clip a été réalisé en Thaïlande.

## Classements
| Pays                                    | Positions |
| --------------------------------------- | --------- |
| Allemagne (Media Control AG)            | 7         |
| Australie (ARIA)                        | 8         |
| Autriche (Ö3 Austria Top 40)            | 3         |
| Belgique (Flandre Ultratop 50 Singles)  | 8         |
| Belgique (Wallonie Ultratop 50 Singles) | 5         |
| France (SNEP)                           | 24        |
| Irlande                                 | 3         |
| Nouvelle-Zélande (RMNZ)                 | 1         |
| Pays-Bas (Nederlandse Top 40)           | 3         |
| Royaume-Uni (UK Singles Chart)          | 2         |
| Suède (Sverigetopplistan)               | 6         |
| Suisse (Schweizer Hitparade)            | 7         |